# 覆雨翻雲
《覆雨翻雲》是香港作家黃易的一部武俠小說，以明代為背景，為破碎虛空的後傳。整部小說有二十九卷（修訂版有十二卷，多處情色描述大幅刪減）。這部小說曾被無綫電視改編成同名電視劇。

## 故事內容
天下三大黑幫之首，位處洞庭湖的幫派怒蛟幫，自上代幫主上官飛逝世後，其子上官鷹接任幫主後力主改革，與舊有叔父一輩，包括浪翻雲及凌戰天等舊將屢生衝突，令怒蛟幫分裂成新舊兩派。
天下三大黑道另外之二，乾羅山城及尊信門看準時機，分別以內奸及特襲兩途分別來犯，以圖瓜分怒蛟幫。黑榜高手浪翻雲不得不出山，於一夜間連挫同位列黑榜的「左手刀」封寒、「毒手」乾羅與「盜霸」赤尊信退敵，並且化解了怒蛟幫的分裂危機。
浪翻雲於怒蛟島一戰後，躍登成黑榜第一高手。三年後，退隱二十年的天下第一高手「魔師」龐班重出江湖，與喪妻方使劍法臻至天道的浪翻雲，定下八月十五，月滿攔江戰約。魔師首徒方夜羽為蒙人之後，為光復被明朝朱元璋所滅的大元蒙古帝國，連同塞外各部族欲以計謀顛覆大明，先後被韓家小僕韓柏、「邪靈」厲若海之徒風行烈、怒蛟幫新一代高手「快刀」戚長征等人阻撓。
韓柏原為武昌韓府小僕，因遭人陷害入獄反由赤尊信處習得到「道心種魔大法」，成就魔種，並與黑榜高手獨行盜范良極結為好友，假扮高句麗使節團，享盡人間豔福；風行烈因成為魔師修練道心種魔大法爐鼎而武功盡失，得乃師厲若海以命相護而存活，並且受「毒醫」烈震北治療而康復，並與雙修公主結成夫婦；戚長征先後受黑榜高手封寒、乾羅指點武功，並且在方夜羽的追殺下，因緣際會下領悟先天真氣之境，以戰養戰下三人並列為新一代三大高手。
被方夜羽等外族聯軍追殺下，韓柏、風行烈、戚長征三人齊集京師，然而蒙人未能動搖大明根本之時，卻意外揭露魔門「天命教」策劃二十年的奪權天下的陰謀，方夜羽與塞外聯軍離開中原，大明開國皇帝朱元璋在清除以圖謀反的將領後，得韓柏等之助，策劃對抗天命教的部署，然而未到部署生效之時，朱元璋卻因被天命教下毒而駕崩。天命教的教主單玉如，雖然在浪翻雲劍下伏誅，但餘孽卻擁護單玉如之孫，亦是朱元璋的皇太孫朱允炆為帝。燕王朱棣與韓柏等共同逃離京師，密謀發動靖難之變掃蕩天命教餘孽；而與燕王朱棣訂下協議定的怒蛟幫，就在首席軍師翟雨時精心策劃下奪回大本營怒蛟島，穩定南方助燕王朱棣成為天下共主。
戰事未捷，然八月十五，月滿攔江島戰約已至，龐班與浪翻雲兩個絕世高手在決戰過後均破碎虛空而去。

## 登場角色

### 主角
- 浪翻雲

怒蛟幫中首席高手，與「鬼索」凌戰天為兄弟。外號覆雨劍，武器亦為「覆雨劍」，因妻子紀惜惜病逝而領悟劍道之極致，「唯能極於情，故能極於劍」。於怒蛟幫一役，於一夜之間擊敗「黑榜高手」中的封寒、乾羅和赤尊信，躍登「黑榜」榜首，是無敵宗主「魔師」龐斑一統武林甚至天下的最大障礙，被龐斑約戰於八月十五日月滿瀾江，戰後破碎虛空而去。
- 龐斑

外號「魔師」，武功深不可測，人人畏懼，為一代宗師「魔宗」蒙赤行徒弟。二十年前輸於慈航靜齋之主言靜庵的賭約，退隱江湖二十年，但亦因言靜庵的賭約，令言之首徒靳冰雲投身魔師宮，成為龐班鍾情的女子，藉以修練道心種魔大法。有大弟子楞嚴及二弟子方夜羽。約戰浪翻雲於八月十五日滿月攔江島之時，戰後破碎虛空而去。
- 風行烈

黃易《覆雨翻雲》的男主角之一，原是黑道邪異門門主厲若海之徒，叛逃師門後成為白道新一代第一高手。「邪靈」厲若海徒弟，盡得厲若海真傳，所使的是厲若海丈二紅槍，槍法為「燎原百擊」，因鷹緣活佛而叛出邪異門，卻因鍾情於靳冰雲而被龐斑利用，作修練種魔大法之爐鼎而武功盡廢。及後得厲若海、「毒醫」烈震北之助回復武功，並與雙修公主結成夫婦，因緣際會與戚長征、韓柏並列新一代三大高手，斬殺雙修大敵年憐丹後，與雙修府上下回到北塞，光復無雙國。
從小由厲若海扶養，兩人關係與其說是師徒更說是父子。然而風行烈為了要救遭到囚禁的布達拉宮喇嘛僧王——傅鷹大俠與白莲珏之子鷹緣活佛，叛逃師門，並且大破追兵「十三夜騎」，與厲若海決裂（後始知一切皆是厲若海蓄意安排）。
風行烈在出道後成為白道新一代高手，後來他與靳冰雲結為夫妻，卻不知妻子是「魔師」龐斑修煉「道心種魔大法」的媒介，而自己成為了爐鼎。後來靳冰雲離開，風行烈一夜間武功盡失，幸好曾得鷹緣輸入「生氣」而免於身亡。
龐斑因為風行烈倖存而大法未成，全力追殺風行烈，風行烈得乃師厲若海捨命相護，勉強恢復武功，此時龐斑也因為靳冰雲的離去而放棄對厲若海的追捕行動，與怒蛟幫首席高手「覆雨劍」浪翻雲訂下八月十五攔江戰約。
風行烈後在雙修府中不僅得「毒醫」烈震北治療而痊癒，同時也與「雙修公主」谷姿仙、雙修府婢女谷倩蓮、白素香和玲瓏結為夫妻。風行烈後來也繼承乃師遺願，重整邪異門，成為繼任門主，並且與韓柏、戚長征等人共同對抗方夜羽集團。進入京師後，始知天命教的大陰謀，與天命教明爭暗鬥。最後事件平息，得燕王朱棣出兵相助，與妻子等無雙國後人遠赴塞外收復故土。
他使用的燎原槍法天下最威猛、驚天駭地的蓋世槍法，共分为“五十势”、“三十击”和“二十针”，所以又稱「燎原百击」。已臻超凡脫俗的至境，使出時丈二紅槍暴漲，幻出千百道的紅色槍影，有若燎原之火，往對手燒去。所谓“二十针”，就是一套专针对人身穴道而创的枪法，诡异莫测，细腻处若绣花之针，远非一般江湖“打穴”的功夫可比；三十击则是一整套招式，不出手则已，一出手便是连环而去，绵绵不绝，最适合以寡敌众；五十势是五十个单独的枪势，适用于不同的情况，特别是其中的无枪势——收枪于背后，藉背後左右手的交換，將整個人的精氣神凝在一槍之內。
- 韓柏

本性善良，於韓家任家僕，因馬峻聲等爭奪鷹刀而被陷害入獄，險被殺死，幸於獄中得赤尊信指點而逃過大劫，並得赤尊信傳授道心種魔大法，加上自幼於武庫任小僕，對各式武器早有感情，身負魔功和無想十式，成為江湖首屈一指高手。由於道心種魔大法接受了赤尊信的精、氣、神，韓柏在外貌形體上產生了非常大的改變，相貌變得粗獷，並且散發著懾人的陽剛魅力，但是說話間卻仍是帶著濃厚的孩子氣，和惹人好感的童真，而其一時狡如狐狸，一時傻若孩童的神態，也特別地吸引女性。與范良極假扮高麗使節團，結識天下美女，被鬼王評為天下第一福運之人，於朱元璋對付天命教期間起了積極作用。與慈航靜齋的傳人秦夢瑤相戀，並於皇宮接天樓之內交合，成就「接天之戀」。
- 戚長征

怒蛟幫新一代高手，綽號「快刀」。被方夜羽等塞外聯軍追殺，以戰養戰因緣際會下悟得先天真氣境界，受「左手刀」封寒贈與天兵寶刀並傳授左手刀法，並認乾羅為義父。後成為燕王朱棣的帶刀侍衛。

### 黑道

#### 黑榜
乃五百年前由當代黑道泰斗「武閥」常勝創出，榜上為當代黑道中最強的十人，全都是深不可測的高手，無不是是橫行天下無敵手的大宗師。
- 「覆雨劍」浪翻雲

黑榜第一高手，與凌戰天結為兄弟。武器為「覆雨劍」，早年擊敗黑榜高手「紅玄佛」而晉身黑榜。因亡妻之死悟得劍道之極致，曾一夜間擊敗「黑榜」中的封寒、乾羅和赤尊信，躍登黑榜榜首，是無敵宗主「魔師」龐斑一統武林，以及天下的最大障礙。故事中後期武功已達天人之限，最後和龐斑一戰後破碎虛空而去。
- 「盜霸」赤尊信

黑榜高手，尊信門的創始人和門主，繼承魔門「血手」厲工一脈，在武術上有極高天份，任何武器一到他手上便可立即精通。後敗於龐斑之手，在龐斑魔功全面施展前負傷逃去，遇到韓柏後犧牲自己化為魔種造就韓柏，期望韓柏有一天能打敗龐斑。
- 「毒手」乾羅

山城城主，武器是矛，是黑榜中成名最久的高手。怒蛟幫一役中被浪翻雲擊敗後苦思下修成先天真氣，在被方夜羽率高手圍攻下仍能輕鬆殺傷數百人，之後被一度背叛自己的「掌上舞」易燕媚用有毒的匕首刺在小腹，卻仍不能制其死命，可見乾羅功力深厚。年輕時曾與天命教教主單玉如相戀，後被單玉如的戰略下，單對單死於幕府高手水月大宗刀下。
- 「邪靈」厲若海

黑榜高手，邪異門門主，江湖第一美男子和天下第三高手，為風行烈的師父，手持「丈二紅槍」，騎名馬「蹄踏燕」。因作風低調而被龐浪以外所有人低估，故在黑榜中只是中庸之士，實際上武功極強，已達人類體能潛力極限，得意武功為燎原百擊，被魔師龐斑高度評價為除浪翻雲外唯一心動的對手，為救徒弟風行烈與龐斑決戰，打出十八槍重創龐斑後身亡。
- 「獨行盜」范良極

黑榜高手，盜術、耳功天下無雙，輕功亦非常高明，武器為「盜命桿」。本來性格孤僻，遇到韓柏後性格漸漸開朗，曾被韓柏戲稱「眾行盜范劣極」，苦戀帶髮修行的白道女弟子雲清。其師傅為《破碎虛空》中的「氣王」凌渡虛。
兒時非常貧窮，穿不暖、吃不飽，常受辱罵毒打的生活，而且因為當時餓壞了，以致日後矮瘦乾枯。在范良極七歲那年，為百年前隨大俠韩公度浴血驚雁宮的同伴「氣王」凌渡虛從寒冬的街頭，救起范良極。當年凌渡虛靠先天真氣修補破碎內臟，但亦因此喪失說話能力，范良極也是因此學懂了沉默之道，而孤僻寡言，范良極稱他為「啞師」。
范良極武功高強、盜術無雙，除了奪命武器盜命桿使得出神入化外，耳力也是無人能及。個性孤僻，苦戀入雲道觀「翠袖雙光」雲清，也因此巧遇韓柏後，性格逐漸開朗起來，並且與韓柏多次並肩作戰，情同手足。兩人多次並肩作戰，並且化身為高麗使節團潛入京師，大闹天下。在驚悉天命教的陰謀後，全力對付天命教。最後眾人逃離京師，準備助「燕王」奪回皇位，范良極也成功娶雲清為妻。
武功精純無比，深不可測，表面上范良極是一名獨行的盜賊，但其實是天下盜賊崇拜的大宗師，最擅「暗裡觀人」和「盜聽」之術。范良極一身輕功出色當行，喜歡吸煙，所以戰鬥時會從口噴出一道煙箭攻擊，而且擅長用煙管貼身點穴的功夫，每一桿都勝比千斤重錘，貫滿了驚人的真氣，點穴之道天下無雙，自誇能解開者天下不出十人。
- 「左手刀」封寒

黑榜高手，以使一手「左手刀」聞名，敗於浪翻雲之下，受託照顧怒蛟幫前幫主夫人乾虹青而歸隱鄉間。之後嚴拒方夜羽的歸附遊說。機緣巧合下傳戚長征左手刀奧義，後為救戚長征，於花街血戰戰死。
- 「毒醫」烈震北

黑榜高手，因久病成醫而精通醫術，武器為「華陀針」。黑榜高手里最神秘莫测的一位，医术天下第一，深爱言静庵。受厉若海所托长住双修府。治好風行烈之疾後，於雙修府一役中重創里赤媚等人後逝世。
- 「矛鏟雙飛」展羽

黑榜高手，其武器一頭為矛，一頭為鏟。六年前與丹青派掌門「俠骨」寒魄決戰，並殺死他，成為寒碧翠的殺父仇人。參與官府組成的「屠蛟小組」。最後在天命教大本營中被風行烈折斷武器，中戚長征十多刀而亡。
- 「十惡莊主」談應手

黑榜高手，一方霸主，與莫意閒朋比為奸。身穿錦服，雄偉高大，手掌厚大，武器是鐵簫，口頭禪是「何苦來哉！」。主要練掌上功夫，自創『玄氣大法』。是黑榜中最殘忍好殺的人，曾經先後殺死白道九名威名赫著的好手。投靠魔師宮，並進攻怒蛟幫，與浪翻雲激戰，最後被一劍震斷了心脈，死在自己的情婦燕菲菲懷中。
- 「逍遙門主」莫意閒

黑榜高手，武器為扇子，絕招為「一扇十三搖」。身型肥胖，經常和談應手朋比為奸。談應手被浪翻雲殺死後，信心盡失後投奔方夜羽。花街血戰後，被戚長征和風行烈暗殺。

#### 怒蛟島
怒蛟島是洞庭湖上佔地萬畝的第一大島，上官飛在十七年前佔領。島上山巒起伏，主峰怒蛟嶺，矗立於島的中心地帶。

###### 怒蛟幫
武林黑道的三大兇地之一。一向被稱為「黑道裏的白道」。長江第一大幫。佔據了中部地帶，包括湖南、湖北、河南、江西等肥沃的土地。
自上一代幫主上官飛，以怒蛟島為基地，在浪翻雲和凌戰天的協助之下，把湖南湖北洞庭湖一帶收歸勢力之下，其影響力藉著長江東西的交通，幾乎遍及中原。販運私鹽，又從事各種買賣，坐地分肥。十多年來，怒蛟幫總共建成了二十七艘巨舟，以之行走洞庭和長江。每艘巨舟能容五百之眾，可以迅速把兵員運送至水流能抵達的地方，因而怒蛟幫的勢力籠罩了整個長江流域。在歷次戰鬥裏，其中八艘，不是當場毀壞便是日久不能使用，現時仍在服役的只有十九艘，實力已遠勝當時長江流域的任何幫會。
- 「矛圣」上官飞

怒蛟帮老帮主。天下使矛第一高手。原是「小明王」韓林兒部下，曾與蒙古第一高手「人妖」里赤媚交手，戰後重傷不能痊癒。後來朱元璋使陰謀將韓林兒沉死於瓜洲江中，上官飞不满朱的卑鄙行为，與朱元璋決裂，率小明王舊部退來怒蛟島，创建怒蛟帮。后被天命教所毒害。
- 上官鷹

怒蛟幫第二代幫主，武器是矛，為上代幫主「矛聖」上官飛之子。妻子為乾羅之義女，派入怒蛟幫為內奸的乾虹青。早期由於力主改革，與舊將浪翻雲等不和，後來發奮圖強，與舊派重收舊好。
- 乾虹青

乾羅乾女（假冒女兒），上官鷹夫人，後與封寒隱居。曾為乾羅在怒蛟幫做臥底，封寒死後回怒蛟幫。
乾羅這樣的女兒，有七個之多，都是從各地精挑細選，乃萬中無一的絕色佳人。乾虹青更是當中的出類拔萃者。武藝和易燕媚在伯仲之間。
- 「鬼索」凌戰天

年輕時與浪翻雲結為義兄弟，雙雙為怒蛟幫創幫幫主「矛聖」上官飛效命，拓展幫會勢力，遂成為洞庭湖第一大幫。凌戰天娶妻楚素秋，兩人育有一子凌令。凌戰天是幫中的首席謀士，尤其擅長組織部署，為幫中各種突發狀況作了不少預防措施。武功高強，但因為浪翻雲聲名太盛，故武學成就不顯，實武功造詣已達「黑榜」。後上官飛去世，由兒子上官鷹接任，上官鷹發展自身勢力，排斥第一代班底，遂分裂為幫主一派及以凌戰天為首的舊將一派。於三大黑道之二尊信門、乾羅山城來犯，特襲怒蛟島期間，凌戰天發揮積極作用，後浪翻雲化解了危機，並且促成上官鷹和凌戰天等人修好，怒蛟幫合二為一。凌戰天和上官鷹修好後，也極力培養智計過人的翟雨時，讓其成為怒蛟幫首席軍師。
- 翟雨時

怒蛟幫軍師，武器是劍，以足智多謀見稱。於反攻怒蚊島之戰擔任主帥，並屢出奇謀收復怒蛟島。於「燕王」的僧道衍旗下，並稱天下兩大軍師。
- 「過山虎」龐過之

怒蛟幫第一代弟子，元老級，凌戰天手下得力大將。於第一次反攻怒蛟島之戰中，給胡節水師和甄夫人跟黃河幫的聯合艦隊合擊戰死。
- 梁秋末

怒蛟幫第二代弟子，武器是戟，上官鷹得力部下，並於乾羅山城及尊信門特襲怒蛟島之後得浪凌兩人指點，功力大進。
- 楊展

怒蛟幫第二代弟子，武器是刀，怒蛟幫武昌的負責人，乃與戚長征同期出身的高手，精於用刀，沉著老練。

###### 居民
- 紀惜惜

浪翻雲之妻，病逝於兩年前八月十五的圓月下，實際上為天命教毒害。浪翻雲親手將她的屍身放在一條小船上，點燃柴火，在洞庭湖上燒成了灰燼。
- 楚素秋

凌戰天之妻，育有一子凌令。當年以輕功最出色見稱，曾令得浪翻雲在内的年輕人神魂顛倒，最後楚素秋揀上凌戰天，令浪翻雲也失望了好一會。她自嫁與凌戰天後，愈來愈少練劍，生了兒子後，幾乎連碰也沒碰過。
- 左詩

父親是左伯顏，江湖人稱「酒神」。第一任丈夫在抱天覽月樓之役中命喪於談應手掌下，遺下女兒雯雯。是怒蛟島最美的女人了，本傾心於浪翻雲，後來才知自己只是把他當作大哥對待，後成韓柏之妾。
在怒蛟島上開了一間酒鋪，鋪名「清溪流泉」，用怒蛟島上的山泉水釀造米酒，酒名「清溪流泉」。其釀酒之技傳自父親左伯顏。

#### 乾羅山城
武林黑道三大兇地之一。以北方為基地，控制黃河兩岸。
- 「飛腿」毛白意

背叛乾羅，通過魔師宮奪得乾羅山城主之位。花街血戰中被乾羅刺死。
- 「掌上舞」易燕媚

乾羅山城三名大將之一，武器是匕首，輕功了得。背叛乾羅山城，用見血封喉的有毒匕首插在乾羅的丹田要害，乾羅卻放其一條生路。後來重返乾羅身邊。
- 「破心拐」葛霸

乾羅山城三名大將之一，武器是拐。於乾羅山城攻怒蛟島大戰中，被「覆雨劍」浪翻雲重創。後來遭魔師宮暗算身亡。
- 「封喉刃」謝遷盤

乾羅山城三名大將之一，武器是水刺，武功「烈焰毒手」。於乾羅山城攻怒蛟島大戰中，被「覆雨劍」浪翻雲重創，手腕被斬。

#### 尊信門
雄據西陲的第一大幫會，尊信門與中原的怒蛟幫、北方的乾羅山城並稱黑道三大幫。武林黑道三大兇地之一。以四川、雲南一帶為據點，勢力籠罩了中國西陲。
赤尊信門人從不穿著任何形式的會服，只在頭上紮上紅巾，所以又被稱為「紅巾賊」（「紅巾盜」）。
- 「人狼」卜敵

赤尊信的師弟。赤尊信敗於「覆雨劍」浪翻雲後，為了專心武事，讓位與卜敵，而卜敵卻率尊信門轉投魔師宮旗下。
- 「毒秀才」夏雲開

尊信門的謀臣。
- 七大殺神

尊信門座下最凶桿的七人，「蛇神」和「矮殺」兩人於怒蛟島一役當場戰死，其它剩下的在龐斑攻打尊信門時或死或逃，只剩下「大力神」和『沙蠍」兩人投降魔師宮。
- 「蛇神」袁指柔

外號「蛇神」，武器是蛇形槍，身體亦有若毒蛇，女作男裝，動作舉止一如男人，專愛狎玩女性，是個變態的狂人，偏是手中蛇形槍威猛無儔，又有赤尊信這座強硬後台，武林雖不恥其行，依然任其橫行。於尊信門攻怒蛟島大戰中，被浪翻雲殺死。
- 「矮殺」向惡

外號「矮殺」，武器是雙斧，頭紮紅巾，身材短小精悍，面相兇惡的人。於尊信門攻怒蛟島大戰中，被上官鷹、戚長征、翟雨時和梁秋末四人圍死。
- 「怒杖」程庭

外號「怒杖」，武器是杖。
- 「透心刺」方橫海

外號「透心刺」，武器是透心刺。
- 「大力神」褚期

外號「大力神」，武器是一雙鐵拳。
- 「暴雨刀」樊殺

外號「暴雨刀」，武器是刀。
- 「沙蠍」崔毒

外號「沙蠍」，武器是戈。

#### 邪異門
- 「千里不留痕」宗越

邪異門副門主。以輕功和飛刀見稱。後背叛了厲若海，在「浴血蘭溪」大戰中被厲若海殺死。
- 「定天棍」鄭光顏

四大護法之首，亦是年紀最大。
- 「笑裡藏刀」商良

四大護法之一，人如其名，笑裡藏刀。
- 「智囊」石無遺

四大護法之一。
- 「火霹靂」洛馬山

七大塢主之首。
- 「裂山箭」夏跡

七大塢主之一。
- 蹄踏燕

厲若海坐騎。

#### 逍遙門
- 「鬼影子」孤竹

逍遙門副門主。莫意閒敗於「覆雨劍」浪翻雲後，孤竹便帶着十二逍遙遊士，率眾逃走了。
- 柔柔

「逍遙八姬」內的首席美女。國色天香，艷麗無倫，尤其是一對翦水清瞳似幽似怨、如泣如訴。身材高若男子，有一對豐滿修長的美腿，聲音柔膩得像蜜糖。
自少便給莫意閒收作姬妾，從未接觸過其他男人。她自懂人事以來，便在逍遙帳的情慾場內打滾，最懂得討好男人。以往大多數日子都在莫意閒的逍遙帳內渡過，每天只能戰戰兢兢地在討莫意閒歡心，逍遙八姬間更極盡爭寵之事，後被韓柏打動，嫁予做妾。
- 碧夢

是逍遙八姬中姿色最佳，最得莫意閒寵愛的兩人之一。龍渡江頭之役後，被莫意閒所殺。年紀比柔柔大。
- 春花

逍遙八姬之一。龍渡江頭之役後，被莫意閒所殺。
- 血啄

是孤竹的大鷹，有三、四十斤重。

#### 三大邪窟

###### 鬼王府
詳見大明

###### 魅影劍派
以「魅影劍法」名震南粤。
- 「魅劍」刁項

魅影劍派派主。刁項心胸極窄，好勝心重。是元未四霸之一陳友諒之弟「構江鐵矛」陳友仁愛將，後來陳友仁戰死於朱元璋旗下虛若無手上，刁項便逃回南粵，但對朱元璋仍然恨之入骨。双修府大戰中被「毒醫」烈震北毒死。
- 「魅劍公子」刁辟情

魅影劍派高手，刁項之子，武器為「魅劍」。捣乱双修府的招婿大会不成，「魅影劍法」反被「覆雨劍」浪翻云的「覆雨劍法」破了，遭剑劲所伤。最後在天命教大本營中被风行烈擊殺。
- 「劍魔」石中天

魅影劍派第一高手。把「魅影劍法」使得出神入化之境，因多年潛修，不為江湖所識。在双修府大戰中挑戰「覆雨劍」浪翻云，結果慘敗。刁夫人悲痛丈夫先被烈震北毒死，愛兒又死於風行烈丈二紅槍之下，剛好石中天養好傷勢，又不忿被浪翻雲所敗，所以在刁夫人請求下重出江湖加入了天命教的陣營裡。在韓府之戰中被「覆雨劍」浪翻雲殺死。

###### 萬惡沙堡
位於漠北。
- 魏立蝶

萬惡沙堡堡主，武器是戟。花街血戰中被戚長征踢死。
- 「惡和尚」

武器是鏟。花街血戰中被「左手刀」封寒殺死。
- 「惡婆子」

武器是杖。花街血戰中被「左手刀」封寒殺死。

#### 黃河幫
- 藍天雲

黃河幫幫主。修練玄門正宗心法「長河正氣」。因終日沉迷酒色，未能達至高之境。在大江水戰中被「鬼索」凌戰天殺死。
- 藍芒

藍天雲之子。在大江水戰中被「小鬼王」荆城冷殺死。
- 「魚刺」沈浪

- 「浪裡鯊」余島

- 「風刀」陳鋌

- 「高髻娘」尤春宛

姿色不惡。

#### 其他人物
- 「七節軟槍」公良術、「勾魂妖娘」甘玉意

陳友諒的兩大護駕高手。公良術的武器是兩頭均若槍尖，遠近俱宜的七節鋼槍，甘玉意的武器是兩把尖刺。陳友諒兵敗身死，兩人便逃得無影無蹤。三十年前，他們均是黑榜人馬，甘玉意更是唯一名登黑榜的女性，他們失蹤後才被除名，改由「十惡莊主」談應手和「逍遙門主」莫意閒兩人代上。在韓府之戰中被「覆雨劍」浪翻雲殺死。
- 「布衣門主」陳通

布衣門門主。
- 葉真

黑道元老。
- 梁歷生

橫行洛陽一帶的大豪，黑道父老級的人物。五年前慘敗於「左手刀」封寒刀下，聲望大跌。
- 「狂生」霍廷起

是個介乎黑白兩道的人物，誰也不賣帳。和「布衣門主」陳通是好朋友。

### 魔門

#### 魔師宮
- 「陰風」楞嚴

廠衛大頭領，武器「夺神刺」。「魔師」龐斑首徒，是龐斑費盡心力培育出來的超卓人物，性格陰沈，深藏不露，在朝廷中武功絕不遜于「燕王」和藍玉。楞嚴並非蒙人，而是當年跟隨朱元璋的其中一名親信將領的後人，這人因觸怒朱元璋，在一次戰役中朱元璋故意不派援軍，任他力戰而死，龐斑看準此點，收了楞嚴為徒，以他來作臥底。方夜羽向中原發動全面攻擊時，楞嚴在京師配合發動，針對浪翻雲的詭謀。在天命教的阴谋下，楞嚴迷上天命教门人陈玉真，加上庞斑还了愣严自由身，便正式离开魔师宫，加入朱允炆的阵营。楞严因连番失利，又遭恭夫人和朱允炆的近臣排挤，终遵从乃师叮嘱，抛弃一切，往寻陈玉真。
- 「小魔師」方夜羽

蒙古皇族後裔，龐斑之徒。精心策劃顛覆大明大計因天命教攪局終煙消雲散。
身肩家族重任。少年時成為龐斑的二弟子，師兄為廠衛頭領愣嚴。武功得師父龐斑真傳，兵器乃一對三八雙戟，同時智計過人，因此在龐斑向怒蛟幫首席高手「覆雨劍」浪翻雲下戰約後，開始執行反明大計。方夜羽趁師父牽制浪翻雲之際，開始收買各地黑道勢力，連三大黑道之二乾羅山城、尊信門也成為其爪牙，唯獨怒蛟幫不從，遂設局刺殺幫主上官鷹、軍師翟雨時等人。後來怒蛟幫新一代高手戚長征獨闖江湖尋仇，方夜羽遂全力圍剿戚長征，並且請來花剌子模第一謀略高手甄素善對付怒蛟幫。韓府小僕韓柏也成為方夜羽極欲剷除的對象，遂出動蒙古第一高手里赤媚對付韓柏，但仍給韓柏逃走。戚長征也在千鈞一髮之際躲過追殺，但怒蛟幫則因為甄夫人出色的計謀而失去了怒蛟島。
後來韓柏與戚長征等人先後潛入京師，方夜羽集團也移師至京師，不料半路殺出天命教攪局，壞了方夜羽的大計，遂解散集團，在師父龐斑的勸告下返回塞外娶妻生子，從此不再組織反明計謀。方夜羽風度翩翩、英俊儒雅，雖然與甄素善有婚約關係，但兩人皆心懷鬼胎，實是貌合神離。方夜羽真正獨鍾的人是慈航靜齋傳人秦夢瑤，因此追殺韓柏也帶有點感情成份。
- 「白髮紅顏」

魔師宮兩大護法高手，分別是「白髮」柳搖枝和「紅顏」花解語。柳護法使用「迎風簫」，花護法使用「彩雲带」。凶殘狠毒、淫邪不堪，最愛狎玩少男少女，作惡多端。「紅顏」花解語受到魔種吸引愛上韓柏，原受方夜羽命刺殺韓柏，但卻在擄走韓柏後受到誘惑，反成為韓柏初嘗人事之對象。事後被龐斑帶回魔師宮。
- 絕天和滅地

魔師宮十大煞神之首。絕天使用刀，滅地使用劍。
- 「日煞」、「月煞」、「星煞」

魔師宮十大煞神中的三煞。持予和盾，白衣上分別繡上日月星的圖案。
- 「金將」、「木將」、「水將」、「火將」、「土將」

魔師宮十大煞神中的五煞，白衣上分別繡上金色木色藍色紅色啡色。擅聯合用五行陣法作戰。
- 「水將」水柔晶

為塞外女真族人，曾被鷹飛欺騙感情，後來愛上戚長征，惜遭人下毒而死。

#### 域外联军
方夜羽與甄夫人统率的域外联军。包括蒙古，两藏，女真，色目，及西域众多种族。拥有域外三大高手「人妖」里赤媚，「花仙」年怜丹，红日法王等为首的数十名武林高手，堪称天下无敌。企图统一中原武林，推翻明朝，恢复蒙古帝国。可惜时运不济，屡次追杀韩柏、戚長征與风行烈未果，反使三人成为绝世高手。又在与以怒蛟帮为首的中原群豪恶斗中损兵折将，最后无奈返回塞外。
- 红日法王

域外三大宗匠，密宗第一高手，武功「不死法印」。为了结中藏几百年之争来与秦梦瑶决斗。曾靠偷袭重伤秦梦瑶，迫使秦梦瑶与韩柏百日之恋。后与秦梦瑶一战中悟道，重返布达拉宫坐化。
- 「人妖」里赤媚

域外三大宗匠，蒙古第一高手。原本是蒙皇座下八大高手之首，無論實力或智慧也在八人中之首。元朝覆滅時，八大高手保護北逃的元順帝，鬼王府府主「鬼王」虛若無率領一隊中原武林人士前來追殺，就全因里赤媚對上虛若無，元順帝才能倖存逃回塞外，同時八大高手拚死力戰，其中三人血戰而死。與虛若無有殺師大恨，為方夜羽集團僅次於龐斑的高手，武功「天魅凝陰」和「魅變術」更為韓柏等人所忌憚。在金陵与虚若无决一死战，久战後不分上下，最后返回塞外。
- 「花仙」年怜丹

域外三大宗匠，花间派掌门，修練「花间仙氣」。与双修府仇怨甚深，使他們失去自己的國土。杀死风行烈爱妾白素香。向风行烈下战书，在锺山南麓独龙阜玩珠峰明孝陵和风行烈决一死战，最后败北战死。
- 鷹飛

武器「魂斷雙鉤」。「小魔师」方夜羽的秘密武器，也是方夜羽最尊敬的好朋友。向戚长征下战书，在有「明鼓清碑」之称的鼓楼和戚长征决一死战，最后败北战死。
- 「青藏四密」

- 太陽密尊者·哈赤知閒
- 少陰密尊者·容白正雅
- 少陽密尊者·苦別行
- 太陰密尊者·寧爾芝蘭

- 「萬里橫行」強望生

武器是一個獨腳銅人。和「人妖」里赤媚同為蒙皇座下八大高手之一。後加入魔師宮輔助方夜羽的復蒙大計。
- 「禿鷹」由蚩敵

輕功十分了得，而且禿頭故名「禿鷹」。武器是連環扣帶。和「人妖」里赤媚同為蒙皇座下八大高手之一。後加入魔師宮輔助方夜羽的復蒙大計。
- 「蒙氏雙魔」

分別是蒙大和蒙二，蒙大使用「玄鐵尺」，蒙二使用「短矛」，修練「橋接聯勁魔功」，武功合作無間。和「人妖」里赤媚同為蒙皇座下八大高手之一。後加入魔師宮輔助方夜羽的復蒙大計。蒙二於雙修府大戰中死於「毒醫」烈震北手上，蒙大亦重傷退隱。
- 「甄夫人」甄素善

色目人，花剌子模美女，方夜羽未婚妻，與方夜羽有政治婚約。武器是劍。最擅於潛行追蹤之術。手下两名大将，一名颜木良，一叫卓愿愿，均是色目的顶尖高手。另外有花剌子模的高手，师叔「紫瞳魔君」花扎敖、「铜尊」山查岳。
- 「紫瞳魔君」花扎敖

花剌子模的高手，甄素善的师叔，在域外与「寒杖」竹叟齐名。
- 「铜尊」山查岳

花剌子模的高手，以凶残的情性和悍勇名扬大漠。
- 「寒杖」竹叟

在域外与「紫瞳魔君」花扎敖齐名，乃「花仙」年怜丹的师弟。
- 「犷男俏姝」

- 「荒狼」任璧

色目第一高手，以一身刀枪不入的硬气功驰名域外。
- 「吸血铲」平东

武器是铲，嗜吸敌人鲜血，在域外克鲁伦河一带，无人不闻其名色变。仅次於色目第一高手「荒狼」任璧之下。
- 「山狮」哈刺温

武器是双矛，色目当代武林高人，乃塞外无敌的猛将。
- 「玉步搖」孟青青

女真人，武器是「織女劍」，使「織女劍法」，以守為主，主攻只有三招。織女劍法有种愈織愈密的特性，時間愈久，劍法更能發揮盡致。

#### 天命教
魔教阴癸派的分支，阴癸派第一高手「血手」厉工的师妹符瑶红所创，奸淫邪恶，专讲男女交媾采补之术，教主「玉」，「枭」，「夺」，「魂」四大高手之首。教内高手众多，与东瀛人勾结，在朝廷和白道亦有众多教众。毒害浪翻云爱妻纪惜惜，怒蛟上官飞，三番四次欲置韩柏、戚長征與风行烈三人于死地。在浪翻云和秦梦瑶等高手联手出击下，教中高手伤亡殆尽，后饮恨退隐山林，伺机东山再起。
- 「翠袖环」单玉如

天命教主，出自阴癸派，媚术天下无双，当年为言静庵所败，隐伏二十年，妄想统一天下。武功极高，尤在韩柏、戚長征、风行烈之上，後被浪翻雲廢去武功，心碎而亡。
- 白芳华

「鬼王」虛若無之義女，為单玉如之徒，绝色美女，狠毒无比。武器是銀簪。后接任天命教主，带领手下退隐山林。
- 「夜枭」羊棱

武器是一條金光閃閃，長只三尺的鋼鐧。最後在天命教大本營中被风行烈擊殺。
- 「夺魄」解符

武器是軟劍。是單玉如的師兄，當年因他擄殺童子練功，朱元璋曾派出高手千里追殺，仍損兵折將而回，可知此人功力高絕。最後與被他欺騙感情且殺害全家的入雲庵掌門忘情師太重傷。
- 「索魂太岁」都穆

武器是一對短戟。
- 「邪佛」鍾仲遊

符搖紅的小師弟，份屬單玉如、解符的師叔一輩，被初出道的龐斑擊敗後，以百歲之齡化身李景隆潛伏在朝廷中，配合天命教的戰略。
- 迷情、嫵媚

天命教護法，在韓府之戰被浪翻雲所殺。
- 廉先生

天命教武軍師，化身成工部侍郎張昊，為天命教排佈計策。

### 雙修府
双修府的人一向行踪诡，罕與其他門派交往，所以雖負盛名，卻少有人提起他們。雙修府三大名勝為溫泉、蘭坡和芝池。坡底是一片望之無盡的桂樹林，四周丘巒拱衛，不見人煙，雙修府處於如此隱蔽的地方，難怪江湖上罕有人知其所在。
- 「雙修子」

十五年前的一位年輕高手，亦正亦邪，但武技高明之極，連敗當時十八位黑白兩道名家，最後敗於「黑榜」中的「毒手」乾羅手下，才退隱江湖。
- 「雙修夫人」谷凝清

雙修府主，瓦剌族，「劍僧」不捨之妻。因對雙修大法的誤會致使二人分開，後來誤會冰釋後復合。
- 「雙修公主」谷姿仙

雙修府傳人，為「劍僧」不捨與上一代雙修府主谷凝清的女兒，後成風行烈之妻子。
- 絲羅

雙修夫人婢女。
- 谷倩蓮

雙修府使女，谷姿仙婢女，烈震北乾女兒，承繼烈震北的醫術。機靈善辯。年齡絕不超過二十。身長玉立，黑衣白膚，如花俏臉，髮結上插一朵小黃菊，風行烈之妾。
- 白素香

谷姿仙婢女，谷凝清收養的孤女，烈震北乾女兒，承繼烈震北的針術。容貌極美，高挑窈窕，稍缺谷倩蓮的嬌巧俏麗，卻多了谷倩蓮沒有的爽朗英氣，風行烈之妾，死於年憐丹之手。
- 玲瓏

雙修府小俏婢，谷姿仙貼身小婢。
- 譚冬

雙修府總管。
- 趙岳、陳守壺

雙修府左右二將，專責府外的事務，若非情勢危急，也不會回府來

### 白道

#### 慈航靜齋
罕有傳人行走江湖，秘異莫測。與淨念禪宗並稱武林兩大聖地，隱為白道武林之首。每每於中原處於亂世時，派出門人訪尋真命天子，為天下撥亂返正。
- 言靜庵

慈航靜齋齋主，白道最大最頂尖高手。修練武林四大奇書之一慈航靜齋鎮派之寶、也是以梵文所著的《慈航劍典》，達至「心有靈犀」。曾愛上了天下眾邪之首「魔師」龐斑，並要求龐斑退隱武林二十年。曾託「覆雨劍」浪翻雲赴京擊敗「黑榜」之一「紅玄佛」。曾言龐斑的拳、浪翻雲的劍、厲若海的槍、赤尊信的手、封寒的刀、乾羅的矛、范良極的耳、烈震北的針、虛若無的鞭為天下之最。

#### 淨念禪宗
- 了盡

淨念禪宗禪主，修練「無念禪功」，白道最大最頂尖高手。
秦夢瑤十六歲那年，言靜庵著她獨赴淨念禪宗，往見了盡禪主，遞上言靜庵的親筆信。自那天起後的三年，了盡禪主不但親身指點秦夢瑤武功，還讓秦夢瑤盡閱淨念禪宗內的武學藏書和歷代祖師的筆記心得。
- 了無

投身為朱元璋的護衛「影子太監」
- 廣渡

醫術精湛。慈眉善目、眉髮俱白的老和尚。身體矮胖，看來最少也有八十多歲。

#### 八派聯盟
依次是由少林、武當、長白、西寧、入雲道觀、古劍池、書香世家和菩提園組成，以佛道兩家的門派為骨幹，其中少林和菩提園都屬佛門一系。是慈航靜齋齋主言靜庵倡議下而成立的，曾匡助朱元璋，驅逐韃子。大明建立後，由御旨策封為「八大國派」。

###### 少林派
少林派的「復禪膏」、古劍池的「回天丹」和入雲觀的「小還陽」，並稱三大名藥。「復禪膏」是少林派的鎮山名藥，碧綠色的液體，清香盈鼻。 
- 絕戒

白道第一高手，在數十年前與魔門第一高手「魔師」龐斑對戰後驟然仙逝。
- 無想

少林派聖僧，不捨的師兄。苦修「无想功」以臻至大成，与「不老神仙」并列为白道八派联盟两大宗师，声势仅次於「魔师」庞斑和「覆雨剑」浪翻云两人。拥有挑战魔门第一高手「魔师」庞斑的实力，曾两败於庞斑。
无想无论禅心和内功修为，均臻大乘之境，成就超过了当年的绝戒大师。为了禅境武道上的追求，在金陵城再度挑战庞斑，受了一脚两拳，三战三败却反而悟道，返回少林，闭关面壁。
- 「夜梟」嚴無懼

少林派俗家第一高手。武器是戟。與無想同輩。任東廠指揮使。
- 「劍僧」不捨

原名許宗道，武器是劍，原為少林和尚，因師父被龐班所殺而加入抗元行列，擔任「鬼王」虛若無手下大將，與現在洛陽馬家堡主馬任名和「赤脚仙」杨奉並稱「鬼帥三傑」。為練功與雙修府主谷凝清修煉「雙修大法」，因誤會而分離，回少林擔任十八種子第一高手，實力已超越師兄無想和長白派「不老神仙」，龐斑譽為八派第一。事隔二十年後與妻子冰釋誤會並且還俗，與妻女立志收復故國無雙國。
- 「穿雲箭」程望

十八種子高手之一。在水中施放冷箭攻撃「魔師」龐斑，卻一個照面便給龐斑了結。
- 智達

武功「扶搖刀法」。七省總捕頭何旗掦的師父。

###### 武當派
- 純陽真子

武當派掌門
- 飛白道長

武當派二號人物
- 「無量劍」田桐

在武當派排行第三，武器是「無量劍」，武功「無量劍法」。武當派俗家最出類拔萃的高手，嫉惡如仇，出手狠辣。被天命教收买。最後在天命教大本營中被风行烈擊殺。
- 小半道長

武當派道士，武器是「太極七截棍」，神情舉止總帶點天真單純味道的胖道人。十八種子高手之一，是書中的正道代表之一。花街血戰中被重創。

###### 長白派
以輕功「雲行雨飄」名動江湖。
- 不老神仙

地位超然，与少林派圣僧无想并列为白道两大宗师，是八派联盟最厉害的两个人之一，是白道泰山北斗。不老与无想两人，多年来一直执著白道武林牛耳，声势仅次於「魔师」庞斑和「覆雨剑」浪翻云两人，尤其他过去从未有被人击败的纪录，因其一直避免與龐斑對戰。不老神仙他长白派表面上虽舆西宁派共同进退，但却对西宁派受尽朱元璋恩宠眼红得要命，兼之年轻时曾和「翠袖环」单玉如有过亲密关系，所以与天命教一拍即合，最後被慈航静斋秦梦瑶废其武功。
- 「無刃刀」謝峰

十八種子高手之一，是謝青聯的父親。
- 「十字斧」鴻達才

十八種子高手之一
- 「鐵柔拂」鄭卿嬌

十八種子高手之一
- 謝青聯

謝峰之子。於韓府爭奪鷹刀過程中被馬任名所殺。

###### 西寧派
西宁派和朝廷关系最是密切，每代均有高手出仕朝廷。
- 「九指飄香」莊節

西寧派掌門，西寧三老之首
- 「老叟」沙天放

西寧三老之一。一掌之威可使巨柏枯毀。
- 「滅情手」葉素冬

西寧三老之一，武器是劍，武技却是全派之冠。出仕朝廷，是当今皇上的御林军统领。
- 「香劍」莊青霜

莊節之女，原與虛夜月不和，但後均成為韓柏之妻子。
- 「瘋婆劍」葉秋閑

武器是劍，葉素冬的胞姊。
- 「陽手」沙千里

西寧派四大高手之一，沙天放次子，西寧新一代的第一高手。十八種子高手之一。
- 「遊子傘」簡正明

西寧派四大高手之一，葉素冬的師弟。武器是一把由精钢打製的伞。厂卫大统领「阴风」楞严座下四战将之一。

###### 入雲道觀
古劍池的「回天丹」，少林派的「復禪膏」和入雲觀的「小還陽」，並稱三大名藥。 
- 忘情師太

入雲庵掌門。
四十三年前蒙古人的爪牙「奪魄」解符，被中原白道聚眾伏擊，受了重傷，給少時的忘情師太那不知情的爹好心救了回家，悉心醫洽，豈知解符狼子野心，不但不感恩圖報，還假意入贅，不到三天便拋棄了忘情師太。解符為了毀滅線索，不惜下毒手把忘情師太全家上下殺個雞犬不留，忘情師太也中了他一指，本自問必死，卻給上任庵主追蹤解符到來救了。解符那一指點中了忘情師太心窩，卻不知忘情師太的心比一般人稍偏了一點，這才得留了一口氣。
最後在護庫之戰中被解符所殺。
- 百慈師太

入雲道觀第一高手。
- 「翠袖雙光」雲清

十八種子高手之一。

###### 古劍池
古劍池的「回天丹」、少林派的「復禪膏」和入雲觀的「小還陽」，並稱三大名藥。 
- 「古劍叟」冷別情

古劍池池主，是冷鐵心的兄長。
- 「蕉雨劍」冷鐵心

十八種子高手之一，武器是劍，地位僅次於少林的「劍僧」和長白謝青聯的父親謝峰，是聯盟裡核心人物之一。
- 「慧劍」薄昭如

古劍池的著名女高手
- 冷鳯

古劍池池主之女
- 駱武修

冷鐵心的徒弟，查震行的師兄。
- 查震行

冷鐵心的徒弟，駱武修的師弟。

###### 書香世家
- 向蒼松

書香世家家主，華服書生打扮，道骨仙風，一看便知是有道之士。
- 向清秋

同為十八種子高手，和雲裳是夫婦。武器是書香世家的兩把名劍－「銀龍」和「玉鳳」。練成書香世家的不傳之秘「連體心法」。男子一身儒服，可是意態軒昂，一點也沒有文弱之態。
- 雲裳

同為十八種子高手，和向清秋是夫婦。武器是書香世家的兩把名劍－「銀龍」和「玉鳳」。練成書香世家的不傳之秘「連體心法」。女的嬌小柔弱，但眉目如花，氣質高貴，神態雍容，予人既富且貴的氣派。

###### 菩提園
- 寶渡禪師

菩提園園主
- 降象真人

筏可的師父
- 筏可

十八種子高手之一，苦修「菩提心功」，已達第十七重天，只需多坐百日枯禪，便可達到菩提心功第十八重的大圓滿境界。但尚未大成之時參與召集，被龐斑破去道心，功力大幅消退。
- 杜明心

十八種子高手之一，菩提園的少年高手。武器是菩提園三寶之一「分光棍」。

#### 馬家堡
- 馬任名

馬家堡堡主。曾擔任「鬼王」虛若無手下大將，與「劍僧」不捨和「赤脚仙」杨奉並稱「鬼帥三傑」。因為得到了「鷹刀」，最後遭杨奉殺死。

#### 臥龍派
- 夏侯良

陝北臥龍派新一代出色高手。

#### 南海派
- 「錦衣夜行」席慕雄

南海派掌門

#### 湘水幫
- 尚亭

湘水幫主，武器是刀。在花街血戰中戰死。
- 褚紅玉

尚亭之妻，傾慕戚長征而遭戚長征仇人鷹飛姦污。尚亭過世後，戚長征化解其心結並娶其為妻。
- 「披風棍」周成

湘水幫左先鋒
- 「奪命鑭」何慶章

湘水幫右先鋒
- 吳傑

湘水幫軍師

#### 丹青派
- 「俠骨」寒魄

丹青派上代掌門。寒碧翠之父。六年前與黑榜中的「矛鏟雙飛」展羽決戰，戰死。
- 寒碧翠

丹青派掌門。曾立誓終生不嫁以振丹青派聲名，但後成為戚長征之妻。
- 「飄柔劍」工房生

在花街血戰中戰死。
- 「閃電」拿廷方

#### 恆山派
- 「金鉸剪」湯正和

恆山派掌門

#### 落霞派
- 「棍絕」洪當

落霞派高手。被「鬼索」凌戰天殺死。

#### 雁蕩派
在江湖是個神祕的門派，介乎正邪之間，當年曾助朱元璋打天下。
- 季賞

雁蕩派前任掌門。當年曾助朱元璋打天下，後來季賞因不聽軍令，被大將軍常遇春處死，門人怕受牽連，聞風四遁，逃返雁蕩，由季賞的兒子季尚奇接位。
- 季尚奇

雁蕩派掌門
- 「杖刀雙絕」麻俊軍

右手三尺長的鋼杖，左手短刀。在大江水戰中被「小鬼王」荊城冷殺死。

#### 空山隱庵
慈航靜齋分支。
- 玄靜尼

廣渡大師將風行烈送去空山隱庵照顧一段日子後苦戀風行烈，對風行烈是超越了慾念或佔有的愛戀，完全發自真心，沒有絲毫偽飾，其後尋風行烈於京師，將心中愛戀之思，徹底抖淨，輕輕一吻後即轉身灑然而去，決意返回空山隱庵，永不出世。

#### 其他人物
- 「幻矛」直破天

叔祖父乃當年與大俠傳鷹勇闖驚雁宮七大高手之一的「矛宗」直力行，直力行後與魔門高手畢夜驚高樓決戰，同歸於盡，留下不滅威名。矛技得自家傳，已到了出神入化的境界，被視為白道裡矛技可與「毒手」乾羅相媲美的超卓人物。直破天早年隨朱元璋打天下，輔助朱元璋得天下有功，卻一直以客卿的超然身份，不受任何祿位。受朱元璋之命，退隱了三十年之久，培育了一批殺手死士，對付「覆雨劍」浪翻雲和「魔師」龐斑。最後朱元璋意外驾崩，皇太孙朱允炆即位，直破天和帅念祖一行死士倒戈相助「燕王」朱棣，救了韩柏一命，众人顺利潜逃出京师，准备夺权。
- 「亡神手」帥念祖

帥念祖早年隨朱元璋打天下，輔助朱元璋得天下有功，卻一直以客卿的超然身份，不受任何祿位。以「亡神十八掌」縱橫黑白兩道，曾奉朱元璋之命，聯同其它十二名高手，聯合伏擊「魔師」龐斑，失敗後只有他一人能保命逃生。受朱元璋之命，退隱了三十年之久，培育了一批殺手死士，對付「覆雨劍」浪翻雲和龐斑。最後朱元璋意外驾崩，皇太孙朱允炆即位，直破天和帥念祖一行死士倒戈相助「燕王」朱棣，救了韩柏一命，眾人顺利潜逃出京师，準備奪權。

### 大明

#### 朝廷
- 大明太祖高皇帝朱元璋

當朝天子，大明開國皇帝，城府極深，一生善使權謀術勢。最後因中天命教之毒，在最不適當的時刻駕崩，使天命教順利擁皇太孫朱允炆為帝。
- 「燕王」朱棣

朱元璋之四子，身怀大志。最初曾派人刺杀韩柏，后省悟，与韩柏等人联手，与天命教展开夺权大战，又得怒蛟帮之助，發動靖難之變，一统天下。
- 朱允炆

名義上是朱元璋之孫，實際上是朱元璋與天命教聖女所生。聽命於外祖母單玉如和母親。
- 藍玉

明朝開國將領，早年隨朱元璋打天下，輔助朱元璋得天下有功，冊封為「永昌侯」。被譽為朝廷中「鬼王」虛若無之下論武技穩坐第二把交椅。武器是重鐵棍和長矛，已領悟出「先天真氣」，加上自己獨門包含了正反不同的勁力的「大天罡真氣」，武功已晉身宗師級的境界。勾結蒙古人，意圖謀反。最後集體逃離京師時受到埋伏，苦戰後被「亡神手」帥念祖殺死。

#### 鬼王府
- 「鬼王」虛若無

三大邪窟之首鬼王府府主，武器是鞭，武功「鬼火十三拍」、「鬼王鞭」。有一女虛夜月，身分超然，精通鬼神、建築、園林、相人之術。是朱元璋的好友。擁有超越「黑榜」級的實力，武功能入天下十大高手之林，但早年隨朱元璋打天下，輔助朱元璋得天下有功，冊封為「威武王」，故不算黑道中人，才沒有被列入「黑榜」。当年曾一路被上追杀蒙古皇帝，并杀死里赤媚的师傅，与其结下深仇大恨。与里赤媚一战后引退。
- 三夫人

虛若無三夫人，虛夜月母。
- 鐵青衣

鬼王府四大家將之一，虛夜月的三個師傅之一，修綀鐵門的「玉蝶功」。是百年前曾助大宗師傅鷹一臂之力的祁连派高手「坐山掌」鐵存義的孫子。武功僅次於「鬼王」。
- 碧天雁

鬼王府四大家將之首，虛夜月的三個師傅之一，武器「雙絕拐」。是百年前與大宗師傳鷹共闖驚雁宮的「雙絕拐」碧空晴的曾孫。
- 撫雲

鬼王府四大家將之一，虛若無的七夫人，虛夜月的三個師傅之一。武器是劍，武功「雪悔劍法」和名震京城的「摧心掌」，成名絕技「青枝七節」。和「盜霸」赤尊信有段情仇愛恨。
- 「小鬼王」荆城冷

鬼王府四大家將之一，虚若无之徒，武器是鞭，武功高强。
- 「母夜又」金梅

鬼王府四小鬼之一。
- 「惡訟棍」霍欲淚

鬼王府四小鬼之一。

#### 韓家
- 「刀鋒寒」韓清風

韓家大老爺。
- 韓天德

韓家家主，白道經濟支柱，在韓家三兄弟排行第三，育有兩男三女，從長至幼為韓希文、韓慧芷、韓希武、韓蘭芷和韓寧芷。
- 韓夫人

- 韓希文

韓家大少爺。
- 韓慧芷

韓家二小姐，溫柔賢德的美人。
- 韓希武

韓家三少爺，年約二十，兵器是長達丈二的方天戟。心胸狹隘。韓府五兄妹中只有他一人除家傳武功外，還拜於「長戟派」派主「戟怪」夏厚行門下習藝，故兄妹中亦以他武技最高，但他一向也看不起家傳武功。
- 韓蘭芷

韓家四小姐，善良但膽怯怕事。
- 韓寧芷

韓家五小姐。
- 小茉莉

韓慧芷婢女。
- 小菊

韓寧芷的貼身俏婢，是韓柏兒時玩伴。
- 楊二

韓府管家。
- 楊四

韓家二管家。

#### 其他
- 陳令方

字惜花，是退隱的京官，對朝廷仍有一定的影響力，所以在武昌非常有權勢。後為朱棣手下。
- 朝霞

是陳令方從青樓贖身買回來的小妾，生得貌美如花，琴棋書畫更是無一不精，最愛聽杜鵑啼叫，後嫁予韓柏為妾。

### 江湖十大美女
非正式的選舉是來自八派年輕一代的弟子，不過很快傳遍江湖。
- 秦夢瑤

女主角，靳冰雲的師妺。和韓柏於皇宮接天樓之內交合，成就「接天之戀」。
- 靳冰雲

秦夢瑤的師姐，龐斑利用心裡對靳冰雲之愛戀，且使其與風行烈之婚，種下魔種而完成道心種魔大法魔媒。靳冰雲後因韓柏幫助而脫離龐斑，重回慈航靜齋成為新一任齋主。
- 虛夜月

「鬼王」虛若無的獨生女，取虛空夜月之意。與莊青霜不和，書中形容就如黑夜裏照人的明月； 生就一副媚骨, 根源淺薄的男子無福消受。後成韓柏之妻。
穿着緊身男裝白色細銀邊勁服，頭結男兒髻，一對眸子像兩泓深不見底的清潭，內裏藏着數不清的甜夢，是秘不可測地動魄驚心的美麗，只有虛空裏的夜月才可比擬，鼻骨端正挺直，山根高超，貴秀無倫，亦顯示出她意志個性都非常堅強。
- 谷姿仙

雙修府傳人，人稱「雙修公主」，為「劍僧」不捨與上一代雙修府主谷凝清的女兒，後成風行烈之妻。
- 憐秀秀

江南第一才女，琴棋書畫無不精通，後成浪翻雲之妻。
- 陳貴妃

全名陳玉真，朱元璋的妃子，色目人，精通混毒之術（12歲時娘親拜於色目「毒后」正法紅，毒技傳自乃母），惡名遠播淫賊薜明玉之女。天命教門人，朱元璋駕崩後歸隱山林。
- 莊青霜

白道西寧派莊節么女，外號「香劍」，與虛夜月不和，書中形容就如深山絕峰上孤傲的霜雪，使人難以親近。被韓柏從年憐丹假扮的採花賊薛明玉手中救下, 獲朱元璋下旨許配與韓柏。
- 雲素

尼姑，雲清的師妹，師從忘情師太。後成為出雲庵之掌門。
- 寒碧翠

丹青派掌門，十八歲便以劍術稱冠全派，二十二歲當上了掌門之位，曾立誓終生不嫁以振丹青派聲名，但後成為戚長征之妻。
- 盈散花

人稱「花花艷后」，以浪蕩艷名著名，高麗無花王朝後人。以自身美色成功接近燕王下毒蠱後，只餘百日之命。

### 其他
- 秀色

偷東西的是盈散花，上床的卻是她的拍檔秀色。每代只傳一人的「奼女派」傳人，精擅奼女採補之術的絕色美女。
- 「戰神」曲仙州

苗疆第一高手。武器是流星錘，已使得出神入化。與「盜霸」赤尊信一向是宿敵，但誰也奈何不了誰，赤尊信和他多次交手．均以兩敗俱傷收場。他聲言要親手殺掉韓柏，好使赤尊信「無後」。最後被韓柏撃殺。
- 「滑不留手」郎永清

來自廣東，以前乃方國珍的軍師，擅使長矛，武功達開宗立派的境界。方國珍為朱元璋所敗時，他是唯一硬闖脫身的人，「鬼王」虛若無打了他一掌，大家都以為他早死了。在韓府之戰中被「覆雨劍」浪翻雲殺死。
- 「無影腳」夫搖晉

海南島高手。武器是裝了尖刃的鐵靴。在韓府之戰中被「覆雨劍」浪翻雲殺死。
- 駱朝貴

雲南著名大盜。武器是巨斧。在韓府之戰中被「覆雨劍」浪翻雲殺死。

## 章節回目
- 第01卷　覆雨翻雲

第01章　末路豪雄 第02章　毒如蛇蠍
第03章　月夜姦情 第04章　飛龍在天
第05章　毒手乾羅 第06章　內外交困
第07章　大軍壓境 第08章　血肉長城
第09章　覆雨翻雲
- 第02卷　劍霸天下

第01章　種魔大法 第02章　一統黑道 
第03章　道消魔長 第04章　—神巨舫 
第05章　含冤入獄 第06章　絕處逢生 
第07章　當時明月在
- 第03卷　刃冷情深

第01章　情到濃時 第02章　山雨欲來 
第03章　重回舊地 第04章　戰書 
第05章　獨行盜 第06章　糾纏不清 
第07章　『邪靈』厲若海 第08章　挑戰龐斑 
第09章　浴血蘭溪 第10章　立馬橫槍
- 第04卷　青樓夜宴

第01章　肝膽相照 第02章　路遇故人 
第03章　酒家風雲 第04章　倩女多情 
第05章　色劍雙絕 第06章　名妓秀秀 
第07章　密謀復國 第08章　刀光劍影 
第09章　情關難過 第10章　落荒而逃 
第11章　殺出重圍 　 
- 第05卷　山雨欲來

第01章　芳魂何處 第02章　八派第一 
第03章　一敗塗地 第04章　矛鏟雙飛 
第05章　蒙氏雙魔 第06章　我為卿狂 
第07章　護花纏情 第08章　並肩作戰 
第09章　情場硬漢 第10章　山雨欲來 
第11章　盜王寶藏 第12章　彩蝶展翅 
- 第06卷　鷹刀傳說

第01章　冤家路窄 第02章　紅顏情重 
第03章　迷途難返 第04章　我為君狂 
第05章　月夜追殺 第06章　危機關頭 
第07章　說客 第08章　鷹刀之謎 
第09章　天何不公 第10章　盡吐心聲 
第11章　英雄救美 第12章　八面威風 
- 第07卷　煙雨江南

第01章　道左相逢 第02章　青藏四密 
第03章　大戰人妖 第04章　武庫之會 
第05章　風起雲湧 第06章　江上之戰 
第07章　韓府風雲 第08章　府台大人 
第09章　誰是兇手 第10章　以酒會友 
第11章　真相大白 第12章　紅日法王
- 第08卷　碧江洗劍

第01章　故人已去 第02章　適逢其會 
第03章　禽獸不如 第04章　坦言示愛 
第05章　共乘一舟 第06章　妾意郎情 
第07章　香閨巧遇 第08章　互試虛實 
第09章　攜手合作 第10章　逃出重圍 
- 第11章　此情可待

第09卷　翠袖凝芳 
第01章　愛情魔力 第02章　日照晴空 
第03章　連場血戰 第04章　毒醫的針 
第05章　患難真情 第06章　雙修府 
第07章　奉旨行事 第08章　封寒的刀 
第09章　夢瑤的劍 第10章　中藏之爭 
第11章　由道入魔 第12章　洞庭戰雲
- 第10卷　對酒當歌

第01章　愛情保家 第02章　天兵實刀 
第03章　種魔大法 第04章　乾柴烈火 
第05章　姊弟情深 第06章　夫妻情仇 
第07章　憤怒填胸 第08章　相法如神 
第09章　贈君美妾 第10章　花間派主 
第11章　洞房花燭 第12章　仙道之戀 
第13章　妒恨難平 第14章　竊玉偷香 
第15章　溫泉夜浴 　 
- 第11卷　邀月乘風

第01章　鄱陽逐浪 第02章　毒醫揚威 
第03章　十大美人 第04章　當眾迫婚 
第05章　舂色無邊 第06章　血戰連場 
第07章　左手刀法 第08章　雨暴風狂 
第09章　白衣麗人 第10章　百日之戀 
第11章　蕩女散花 第12章　各奔前程
- 第12卷　雨後橫虹

第01章　狼心狗肺 第02章　將計就計 
第03章　執子之手 第04章　長江晚宴 
第05章　英雄救美 第06章　溫泉私語 
第07章　針鋒相對 第08章　情場較量 
第09章　殺人滅口 第10章　一吻定情 
第11章　妾意郎情 第12章　浪子多情
- 第13卷　比翼雙飛

第01章　道胎魔種 第02章　花刺美女 
第03章　道魔決戰 第04章　愛的魅力 
第05章　撒下魚網 第06章　賭卿陪夜 
第07章　大戰妖女 第08章　借卿療傷 
第09章　曉以大義 第10章　十八連環
- 第14卷　立馬橫槍

第01章　嬌妻俏婢 第02章　戰書韓柏 
第03章　血海深仇 第04章　再作突破 
第05章　勝負難分 第06章　離情別緒 
第07章　如此兄弟 第08章　探囊取物 
第09章　驚退強敵 第10章　雙修大法 
第11章　勢不兩立
- 第15卷　夢入京華

第01章　血洗花街 第02章　影子太監 
第03章　萬念俱灰 第04章　柔情蜜意 
第05章　臨終之約 第06章　抵達京師 
第07章　刺殺行動 第08章　一代權臣 
第09章　各出奇謀 第10章　真假難分 
第11章　草莽天子 第12章　渾身解數
- 第16卷　雲破月來

第01章　流水無情 第02章　巧遇秀秀 
第03章　夜闖鬼府 第04章　虛空夜月 
第05章　燕王朱棣 第06章　舊愛難忘 
第07章　煮酒談心 第08章　棋逢敵手 
第09章　新陰刀客 第10章　水月大宗 
第11章　洞庭戰雲 第12章　佳人夜訪 
第13章　一觸即發
- 第17卷　虛空夜月

第01章　奉天之殿 第02章　橫起風雲 
第03章　左石受敵 第04章　平湖纏鬥 
第05章　深不可測 第06章　伊人已逝 
第07章　爾虞我詐 第08章　心有掛礙 
第09章　階下之囚 第10章　設肆賣酒 
第11章　人約黃昏 第12章　夜襲怒蛟
- 第18卷　秦淮唱晚

第01章　西寧道場 第02章　金屋藏霜 
第03章　京師夜行 第04章　河心遇襲 
第05章　聯手夾攻 第06章　豪情蓋天 
第07章　明室福將 第08章　突飛猛進 
第09章　大盜情深 第10章　互爭雄長 
第11章　生米熟飯
- 第19卷　笑臥金陵

第01章　再逢仙子 第02章　反臉無情 
第03章　鷹刀再現 第04章　問君借種 
第05章　伴君伴虎 第06章　佳人有約 
第07章　假薛明玉 第08章　鬼王手段 
第09章　暗室生香 第10章　情海興波 
- 第20卷　香醉忘憂

第01章　醉臥香舫 第02章　三項任務 
第03章　女生外向 第04章　天生尤物 
第05章　奉旨風流 第06章　駕馭魔種 
第07章　縱論形勢 第08章　終身幸福 
第09章　花舫之會 第10章　暗殺行動 
第11章　劍拔弩張 　 
- 第21卷　群魔亂舞

第01章　廟頂之戰 第02章　勢壓群雄 
第03章　游龍戲鳳 第04章　故友重逢 
第05章　步步驚心 第06章　龍虎匯聚 
第07章　大戰艷女 第08章　香居之戰 
第09章　情天驚變 第10章　群魔亂舞 
- 第22卷　接天之戀

第01章　鬼府之戰 第02章　古廟驚魂 
第03章　鷹刀救主 第04章　枝節橫生 
第05章　秦淮仙蹤 第06章　蓋世刀法 
第07章　鬼王秘技 第08章　戰神圖錄 
第09章　兩代情怨 第10章　接天之戀 
第11章　雪夜傾情 第12章　再逢舊主 
- 第23卷　寒樓觀雪

第01章　女真公主 第02章　再被出賣 
第03章　魔師遠見 第04章　勇悍無敵 
第05章　劍心通明 第06章　禁宮談心 
第07章　前塵往事 第08章　鱉謀難測 
第09章　別無選擇 第10章　元老會議 
第11章　解散聯盟 第12章　敵友難分
- 第24卷　門掩黃昏

第01章　結成聯盟 第02章　師徒之情 
第03章　各自打算 第04章　殷殷話別 
第05章　中藏之戰 第06章　水月刀法 
第07章　斯人已去 第08章　二龍爭珠 
第09章　偷雞摸狗 第10章　御駕親征 
第11章　三戰龐斑 第12章　翠袖玉環 
- 第25卷　金陵驚夢

第01章　劍吞鬥牛 第02章　未了之緣 
第03章　半步之差 第04章　生死決戰 
第05章　戰略取勝 第06章　棋逢敵手 
第07章　大江水戰 第08章　道左相逢 
第09章　直搗敵巢 第10章　未竟全功 
第11章　情緣天注 
　 
- 第26卷　陌上飄塵

第01章　萬人空巷 第02章　魔種大成 
第03章　美好年代 第04章　魔教嫡傳 
第05章　好戲開鑼 第06章　破敵詭謀 
第07章　履險如夷 第08章　藝絕天下 
第09章　互相克制 第10章　爾虞我詐 
第11章　詔書之爭
- 第27卷　逝水如斯

第01章　護庫之戰 第02章　天降奇兵 
第03章　一敗塗地 第04章　情天霹靂 
第05章　浴血皇城 第06章　秘道之謎 
第07章　為妻雪恨 第08章　突圍而去 
第09章　秦淮燈會 第10章　龍回大海 
第11章　送君千里
- 第28卷　彎弓射日

第01章　殺出重圍 第02章　終須一別 
第03章　運籌帷幄 第04章　風雲險惡 
第05章　勇救佳人 第06章　韓府之戰 
第07章　請君上釣 第08章　洞庭之戰 
第09章　載美而回 第10章　大戰之前
- 第29卷　月滿攔江

第01章　刺殺行動 第02章　絕世媚術 
第03章　船到功成 第04章　鬼王卓見 
第05章　各奔前程 第06章　得魚忘筌 
第07章　天人之道 第08章　似若有情 
第09章　大戰之前 第10章　月滿攔江
註: 台灣版另有第三十卷，書後提供大唐雙龍傳的試閱

### 出版版本
- 1992年－1995年：香港，黃易出版社，初版，29卷。

- 1995年：台灣，萬象出版，初版，30卷。

- 2004年：台灣，時報出版，再版修訂版，12卷。

- 2005年－2006年：香港，黃易出版社，修訂珍藏版，12卷。

- 2018年：台灣，蓋亞文化，新編完整版，10卷。

## 改編作品

### 電視劇
由香港無綫電視改編的古裝武俠電視劇，全劇共40集，由林峯、佘詩曼、郭羨妮、黃宗澤、陳敏之、姜大偉及郭政鴻領銜主演，監製張乾文。

### 漫畫
第一部《覆雨翻雲》由廖福成、周聖和大衛兒聯合編繪，彩業製作公司出版。第二部《覆雨翻雲II》——劍・翻雲篇，由廖福成編繪，彩業製作公司出版。

### 外部連結
- 黃易《覆雨翻雲》人物表（上） （页面存档备份，存于）
- 黃易《覆雨翻雲》人物表（下） （页面存档备份，存于）